# Zodletone Mountain
Der Zodletone Mountain (mit Schreibvariante Zadletone Mountain, gelegentlich auch Mount Zodletone genannt) ist ein Berg in den Vereinigten Staaten.
Er liegt im Osten des Kiowa County etwas westlich vom angrenzenden Caddo County im südwestlichen Teil des Bundesstaates Oklahoma (etwa 120 Meilen von Oklahoma City entfernt).
Am Nordhang des Bergs befindet sich die sulfidreiche und streng anaerobe artesische Zodletone-Quelle (englisch Zodletone Spring) mit einem Mikrobenobservatorium der National Science Foundation (NSF).

## Beschreibung
Der Zodletone Mountain liegt ca. 500 Meter über dem Meeresspiegel oder ca. 75 Meter über dem umliegenden Gelände.
An seinem Fuß ist er etwa 1,9 Kilometer breit.
Der Berg liegt im Anadarko-Becken (englisch Anadarko basin), daher ist das Land um den Zodletone Mountain größtenteils flach.
Der Zodletone Mountain ist daher eine markante Erhebung, die sich über das umgebende Niveau der Landschaft erhebt.
Der Berg ist fast vollständig von Grasland umgeben, dazu gibt es in der Region um den Berg etliche Seen.
Der Zodletone Mountain bildet das nördlichste Glied der Slick Hills Range, der höchste Ort in der Umgebung ist der Bally Mountain (569 Meter über dem Meeresspiegel), 4,4 km südlich des Mount Zodletone.
Der Zodletone Mountain ist sehr dünn besiedelt, es gibt nur ungefähr 2 Einwohner pro Quadratkilometer.
Der Postleitzahlbereich (englisch ZIP Code delivery area.) ist OK 73062; die nächste größere Stadt – Carnegie – ist 14,3 km nordöstlich des Zodletone Mountain gelegen.

### Klima
Das Klima ist feucht und subtropisch.
Die Durchschnittstemperatur beträgt 18 °C.
Der heißeste Monat ist der Juli mit 32 °C und der kälteste der Januar mit 2 °C.
Die durchschnittliche Niederschlagsmenge beträgt 783 Millimeter pro Jahr.
Der nasseste Monat ist der April mit 104 Millimeter Regen, der trockenste der Januar mit 25 Millimetern.

### Anfahrt
Man kann der Oklahoma 58 südlich von Carnegie für 11 km folgen. An diesem Punkt biegt man auf einem unbefestigten Straßenabschnitt nach Westen für 4,8 km ab, dann nach Süden für 800 m zu einem weißen zweistöckigen Farmhaus um Besuchserlaubnis einzuholen (Stand 1988).

## Zodletone Spring

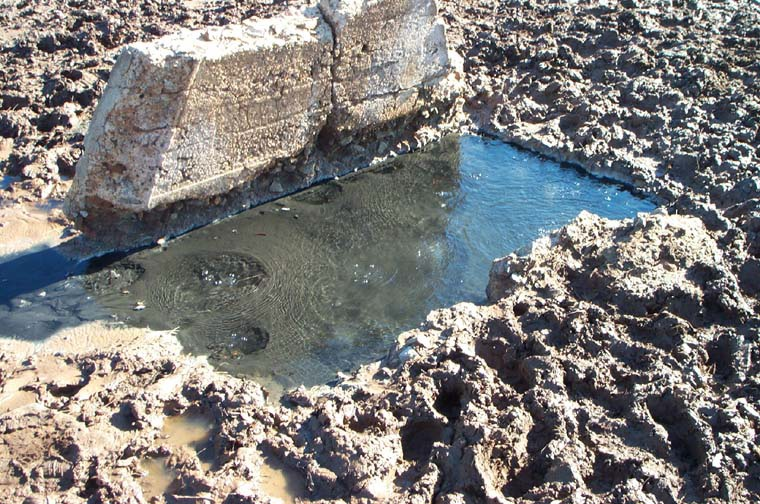
Zodletone Spring, Sedimente unter dem Quellwasser

Am Nordhang des Mount Zodletone die artesische Zodletone-Quelle (englisch Zodletone Spring) mit einem Mikrobenobservatorium  der National Science Foundation (NSF).
Die Quelle wurde zuerst von Havens 1983 beschrieben.
Es handelt sich um eine sulfidreiche und streng anaerobe Kohlenwasserstoffquelle niedriger Temperatur (englisch anaerobic hydrocarbon seep).
Die Quelle führt ca. 8 ℓ/min über eine Strecke von ca. 20 m, wo das Wasser über den Stinking Creek Richtung Norden in den nahe gelegenen Saddle Mountain Creek mündet.
Die Quelle ist ein eingefasster Bereich von etwa 1 m², der mit Biomasse und weichen Sedimenten bis zu einer Tiefe von mindestens 15 cm gefüllt ist.
Der Sulfidgehalt des Quellwassers beträgt 8–10 mᴍ (mmol/ℓ),
der an elementarem Schwefel (englisch zero valent sulfur) 1,0–1,5 mᴍ.
Die Konzentration von Natriumchlorid (Salinität) beträgt etwa 0,7–1,0 % (bis ca. 0,2 ᴍ), deutlich weniger als Meerwasser (ca. 3,5 %).
In den durch die Mikroben gebildeten Matten steigt diese jedoch auf 2–5 %, und im Boden bis auf 25–30 % (in 30 respektive 5 cm Tiefe).
Bei den in hohen Konzentrationen nachgewiesenen Kohlenwasserstoffen handelt es sich um gasförmige, d. h. kurzkettige Alkane (Methan, Ethan und Propan).
Seit 2001 erforscht ein Team von Wissenschaftlern der University of Oklahoma (OU) und der Oklahoma State University (OSU) die mikrobielle Gemeinschaft (Mikrobiom) an der Zodletone-Quelle.
Mehrere Faktoren machen diese Quelle zu einem äußerst interessanten Forschungsstandort für Geologen und Umwelt-Mikrobiologen.
Das Quellwasser mit seinem hohen Sulfid- und Methangehalt schafft entlang seines Laufs den Berg hinab eine mikrobielle Mattenumgebung mit einer hohen Vielfalt und die eine Gruppe einzigartiger geochemischer und mikrobieller Prozesse aufweist.
Eine Liste der dort vorzufindenden Mineralien findet sich auf mindat.org.
Diese Umgebung weist viele Ähnlichkeiten mit Verhältnissen auf, wie sie auf der Erde während eines Zeitraums vor fast zwei Milliarden Jahren herrschten.
Damals gab es in der Erdatmosphäre keinen Sauerstoff, stattdessen war Methan reichlich vorhanden. Schwefelreaktionen waren wahrscheinlich häufig.
Das Ökosystem der Quelle und des Quellbaches bietet daher die Chance, die Biologie und Geochemie der frühen Erde zu studieren.
Untersucht werden daher die Rolle von Mikroorganismen (insbesondere Bakterien und Archaeen) im Kohlenwasserstoff- (d. h. Erdöl-) und Schwefel-Stoffwechsel, sowie von Mikroeukaryoten (eukaryotischen Mikroben: Protisten und Mikropilzen).

### Bakterien
Unter den Bakterien fanden sich bekannte und neue Gruppen u. a. der Grünen Schwefelbakterien (Chlorobien), der Grünen Nichtschwefelbakterien (Chloroflexi), der Planctomyceten (mit Isolat Zi62), der Cyanobakterien (Ordnung Oscillatoria), sowie Vertreter der Saccharibacteria (früher als TM7 bezeichnet, hier mit extrem hoher Diversität vertreten),
der Parcubacteria (alias OD1, mit Isolat ZFos45e05),
der Microgenomates-Gruppe (OP11)
und der Absconditabacteria (SR1).
Darüber hinaus wurden in der Quelle Hinweise auf neue Bakterienphyla Candidate division CSSED10-310 (vorläufige Bezeichnung; mit Spezies Candidate division CSSED10-310 bacterium) und Ca. Krumholzibacteriota (mit Spezies Ca. K. zodletonense) gefunden.

### Archaeen
Unter den Archaeen fand man neben Crenarchaeota unerwartet an mehreren Stellen im Frühjahr ein Vorkommen von Halobacteria (Euryarchaeota), obwohl das Quellwasser selbst eigentlich einen für diese einen zu geringen Natriumchlorid-Gehalt hat (jedoch nicht die Matten und der Boden, s. o.).
Identifiziert wurden
- aus der Ordnung Haloferacales die Gattungen Haloferax (mit Spezies Hfx. sulfurifontis)[36][37] und Halogranum,[38] sowie
- aus der Ordnung Halobacteriales die Gattungen Haladaptatus (mit Spezies Hap. paucihalophilus)[39][40] und Halosarcina[41]

Eine Weitere in der Quelle gefundene Archaeengruppe ist die der Asgard-Archaeen, u. a. mit:
- AMARA-1 sp016933055 (GTDB)[42] mit Ca. Lokiarchaeota archaeon isolate Zod_Metabat.1044 (NCBI)[17]
- Ca. Thorarchaeota archaeon isolate Zod_maxbin.0292[43]
- Ca. Heimdallarchaeota archaeon isolate Zod_Metabat.460[44]

Asgard-Archaeen und insbesondere unter diesen die Heimdall-Archaeen gelten als Kandidaten für den Ausgangspunkt der Entwicklung komplex-zellulärer Organismen (Eukaryoten), der Eukaryogenese.

### Protisten und Mikropilze
Unter den mikrobiellen Eukaryoten fanden sich Hinweise auf bekannte Protisten-Gruppen wie Cercozoa, Alveolata und Stramenopile.
Die Stramenopile gehörten zum großen Teil der Gattung Cafeteria (Ordnung Bicosoecida) oder der Ordnung Labyrinthulida (Schleimnetze) an, obwohl beide bisher vor allem in marinen Lebensräumen gefunden wurden.
Die Mehrzahl der beobachteten Pilzsequenzen gehört zu Ascomycetes-Hefen der Ordnung Saccharomycetales oder steht beispielsweise den Basidiomycetes-Hefen aus der Ordnung Tremellales sehr nahe. Es wurden auch Sequenzen einer von Ustilaginomycetes (Brandpilze) und eine neue Pilzgruppe mit der vorläufigen Bezeichnung LKM (alias Zeuk1) gefunden, benannt nach dem Stamm LKM11 aus dem Lac Pavin (Frankreich).

### Viren
Die Viren des Ökosystems der Zodletone-Quelle sind derzeit (Stand Mitte Januar 2023) noch nicht gut erforscht. Die RNA-Sequenz EMS013 (evtl. Gattung Cystovirus) sowie zwei weitere Beispiele deuten auf das Vorhandensein von RNA-Bakteriophagen hin. Da Protisten der Gattung Cafeteria gefunden wurden, so könnten ggf. auch deren Viren, zu denen das DNA-Riesenvirus Cafeteria-roenbergensis-Virus (CroV) gehört, ebenfalls vorkommen.